# Aleksander Dobrzański (lekarz)
Aleksander Dobrzański (ur. 10 lipca 1832 w Częstocicach, zm. 30 sierpnia 1918) – syn Rocha, polski lekarz okulista, współtwórca Warszawskiego Towarzystwa Okulistycznego, wieloletni dzierżawca uzdrowiska w Busku, dziadek Marii Dobrzańskiej-Mościckiej.
Aleksander Dobrzański był ostatnim polskim dzierżawcą buskiego uzdrowiska za czasów zaborów. Był człowiekiem ofiarnym i bezinteresownym, w modernizację zdrojowiska wkładał nie tylko rozum, ale i serce, a na dodatek bardzo nie lubił rosyjskich urzędników. Za jego czasów, po wieloletnim okresie stagnacji, buskie uzdrowisko poddane zostało znaczącej modernizacji. W 1890 r. liczba wydawanych w sezonie kąpieli przekroczyła 50 000. To właśnie dzięki staraniom dr Dobrzańskiego, w 1893 r. do Buska przybył znany geolog inż. Aleksander Michalski, który w zdroju odkrył cztery nowe źródła wód leczniczych i uruchomił ich eksploatację. Dr Dobrzański dzierżawił sanatorium do końca 1893 r., na tej dzierżawie stracił swój majątek.
W 1908 r., będąc lekarzem w warszawskim Instytucie Oftalmicznym, wspólnie z lekarzami tego Instytutu dr Kazimierzem Bejnem i Bronisławem Ziemińskim, zainicjował powstanie Warszawskiego Towarzystwa Okulistycznego, które w 1911 r. powołało do życia Towarzystwo Okulistów Polskich, przemianowane w 1935 r. w Polskie Towarzystwo Okulistyczne. Pochowany został na warszawskich Powązkach.